# Bistum Tete
Das Bistum Tete (lat.: Dioecesis Tetiensis) ist eine in Mosambik gelegene römisch-katholische Diözese mit Sitz in Tete. 

## Geschichte
Das Bistum Tete wurde am 6. Mai 1962 durch Papst Johannes XXIII. mit der Apostolischen Konstitution Quae verba aus Gebietsabtretungen des Bistums Beira errichtet. Es ist dem Erzbistum Beira als Suffraganbistum unterstellt.

## Bischöfe von Tete
- Félix Niza Ribeiro, 1962–1972, dann Bischof von João Belo
- Augusto César Alves Ferreira da Silva CM, 1972–1976
- Paulo Mandlate SSS, 1976–2009
- Inácio Saure IMC, 2011–2017, dann Erzbischof von Nampula
- Diamantino Guapo Antunes IMC, seit 2019